# Religija u Gruziji
Religija u Gruziji postoji u sklopu više vjerskih zajednica. Stanovništvo Gruzije pripada većinski Gruzijskoj pravoslavnoj Crkvi. Pored pravoslavnih vjernika mogu se još pronaći i pripadnici islamske vjeroispovjesti, Katoličke Crkve, Armenske apostolske Crkve, Židovi i drugi. Prema popisu iz 2002. sastav je sljedeći: Gruzijska pravoslavna crkva (82,1%), Armenska apostolska crkva (5,7%), islam (9,9%), Katolička Crkva (0,8%). Sloboda vjere je u današnjoj Gruziji ograničena i državno je priznata samo kroz privatne neprofitne organizacije.

## Kršćanstvo
Kada su apostoli krenuli širiti Evanđelje u području Kavkaza, pošao je i apostol Andrija. U te krajeve navodno su otišli i apostoli Šimun i Matej. Prvu biskupiju u tim krajevima podigao je sam apostol Matej, u gradu Atskuriju. Najstarija crkva je podignuta u 3. stoljeću u selu Nastakisi. 
Od godine 303., Sveta Nino propovijedala je evanđelje u Gruzijskom carstvu (istočni dio) i za njeno vrijeme (327.) kršćanstvo je postalo državnom religijom, za vladavine Mirijana III. i kraljice Nane. Zapadni dio Gruzije je tada bio pod Rimskimg carstvom, koje je kršćanstvo jedno vrijeme progonilo, zato je kršćanstvo došlo kasnije, službeno 523. godine, pod carem Egrisijem. Kao sveca zaštitnika države odabrali su sv. Jurja.

### Pravoslavna Crkva
Zametci Gruzijske pravoslavne Crkve datiraju u 1. stoljeću, kada je misiju u tim krajevima imao apostol Andrija. Autokefalnost je dobila u 4. stoljeću, kada postaje službena crkva Gruzije. Gruzijska pravoslavna Crkva ima oko 3,5 milijuna vjernika. Na njenom čelu nalazi se patrijarh-katolikos sve Gruzije, arhiepiskop mchetski i tbiliski Ilija II.

### Katolička Crkva
Početci katoličanstva u Gruziji datiraju još iz 12. i 13. stoljeća. Čak i tijekom sovjetske vladavine, Gruzijska katolička Crkva se sastojala od 15 zajednica. Papa Ivan Pavao II. je 1992. u Tbilisiju dao osnovati Apostolsku nuncijaturu za Gruziju. 30. prosinca 1993. apostolski administrator Caucasi Latinorum sa sjedištem u Tbilisiju je ustoličen pod zapovjedništvom rimske kurije. Oko 100 tisuća katolika pripadalo je 1999., latinskom, armenskom i sirijsko-kaldejskom obredu, dok je prema podacima Gruzijske pravoslavne Crkve taj broj bio najviše 3000 katolika. Giuseppe Pasotto, apostolski administator Kavkaza, je rekao da je broj katolika između 2000 i 50 000. Apostolski nuncij je pored Gruzije odgovoran za nuncijature u Azerbajdžanu i Armeniji. 

## Islam
Islam je u Gruziju došao oko 645. godine tijekom vladavine trećega islamskog kalifa, Osmana. Tijekom tog razdoblja, Tbilisi (al-Tefelis) prerastao je u središte trgovine između islamskog svijeta i sjeverne Europe. Povijest Islama nastavlja se u Gruziji tijekom kasnog 14. i početkom 15. stoljeća za vrijeme Timurove invazije na Gruziju, a tijekom 16. i početkom. 1703., Vakhtang VI. je postao vladar Kartlije koji je poticao islam. 
Muslimani čine 9,9% ili 463.062 gruzijskog stanovništva. Postoje dvije glavne muslimanske skupine u Gruziji. Sunitski muslimani su koncentrirani u Autonomnoj Republici Adžariji. Šijitski muslimani su koncentrirani uz granicu s Azerbajdžanom i Armenijom.

## Židovstvo
Židovi imaju povijest u Gruziji koja seže unazad preko 2000. godina. Danas postoji vrlo mala zajednica (3,541 prema popisu iz 2002.) iako je židovska populacija brojila preko 100,000 ljudi 1970-ih. Pogotovo nakon raspada SSSR-a većina Židova je napustila zemlju odlazeći najviše u Izrael. Većina današnjih gruzijskih Židova živi u Tbilisiju.

## Bahaizam
Povijest bahaizma u Gruziji započinje dolaskom na to područje 1850. godine. Tijekom razdoblja sovjetske politike vjerskih ugnjetavanja, bahaisti u sovjetskim republikama su izgubili kontakt s bahaistima u ostatku svijeta. Godine 1963. pojedini stanonvici u Tbilisiju su se identificirali kao pripadnici ove vjere. Nakon perestrojke, 1991. godine, je osnovano prvo lokalno duhovno vijeće u Gruziji. Ova religija je navedena kao rastuća u Gruziji.

## Vjerska struktura
Procjene koje navodi CIA za 2014. govore o sljedećem vjerskom sastavu:
- pravoslavni (službena, većinom Gruzijska pravoslavna Crkva) 83,4%
- muslimani 10,7%
- Armenska apostolska Crkva 2,9%
- ostali 1,2% (katolici, Jehovini svjedoci, jezidi, protestanti, židovske vjere)
- nikoje 0,5%
- nespecificirano/bez odgovora 1,2%

## Galerija
- Širenje kršćanstva u Europi i na Sredozemlju.
- Europa u doba velike podjele 1054. godine.
- Religija u Europi, na Sredozemlju i na Bliskom Istoku 1100.
- Religije u Europi 1560.